# Live in Toronto
Live in Toronto — концертний альбом британського гурту King Crimson, який вийшов 29 лютого 2016 року. Видавцем став лейбл Discipline Global Mobile. Альбом записали 20 листопада 2015 року під час виступу в Торонто. Це другий повноформатний реліз, у якому брали участь сім учасників, і в ньому представлені композиції, які ніколи раніше ще не випускались.

## Композиції

### Диск 1
1. Threshold Soundscape — 4:00
2. Larks’ Tongues in Aspic: Part One — 10:30
3. Pictures of a City — 8:32
4. VROOOM — 5:19
5. Radical Action (To Unseat the Hold of Monkey Mind) — 3:21
6. Meltdown — 4:51
7. The Hell Hounds of Krim — 3:31
8. The ConstruKction of Light — 6:45
9. Red — 6:47
10. Epitaph — 9:02

### Диск 2
1. Banshee Legs Bell Hassle — 1:44
2. Easy Money — 8:34
3. Level Five — 7:04
4. The Letters — 5:39
5. Sailor's Tale — 6:57
6. Starless — 15:19
7. The Court of the Crimson King — 7:18
8. 21st Century Schizoid Man — 11:42

## Учасники запису
- Роберт Фріпп — гітара, клавіші
- Пет Мастелотто — ударні
- Якко Якшик[en] — гітара, вокал
- Тоні Левін — бас-гітара, бек-вокал
- Мел Коллінз — саксофон, флейта
- Білл Ріфлін[en] — клавіші
- Гевін Гаррісон[en] — ударні